# Pax (Virgínia de l'Oest)
Pax és una població dels Estats Units a l'estat de Virgínia de l'Oest. Segons el cens del 2000 tenia 174 habitants.

## Demografia
Segons el cens del 2000, Pax tenia 174 habitants, 78 habitatges, i 49 famílies. La densitat de població era de 209,9 habitants per km².
Dels 78 habitatges en un 25,6% hi vivien nens de menys de 18 anys, en un 46,2% hi vivien parelles casades, en un 12,8% dones solteres, i en un 35,9% no eren unitats familiars. En el 34,6% dels habitatges hi vivien persones soles el 23,1% de les quals corresponia a persones de 65 anys o més que vivien soles. El nombre mitjà de persones vivint en cada habitatge era de 2,23 i el nombre mitjà de persones que vivien en cada família era de 2,86.
Per edats la població es repartia de la següent manera: un 24,1% tenia menys de 18 anys, un 5,7% entre 18 i 24, un 24,7% entre 25 i 44, un 25,3% de 45 a 60 i un 20,1% 65 anys o més.
L'edat mediana era de 42 anys. Per cada 100 dones de 18 o més anys hi havia 88,6 homes.
La renda mediana per habitatge era de 21.875 $ i la renda mediana per família de 27.500 $. Els homes tenien una renda mediana de 31.250 $ mentre que les dones 18.750 $. La renda per capita de la població era de 12.746 $. Entorn del 4,3% de les famílies i el 9,7% de la població estaven per davall del llindar de pobresa.

## Poblacions més properes
El següent diagrama mostra les poblacions més properes.